# Denuncia di danno temuto
La denuncia di danno temuto è quella con cui il proprietario, il titolare di altro diritto reale di godimento o il possessore, si rivolge all'autorità giudiziaria quando teme che da un albero, una costruzione ecc. stia per derivare un danno grave e prossimo alla cosa che forma oggetto del suo diritto. Il giudice dispone idonea garanzia per eventuali danni.

## Diritto italiano
In diritto italiano è regolata dall'art. 1172 c.c.
La parte processuale è regolata dall'art. 688 c.p.c. che è stato modificato dalla legge 26 novembre 1990, n 353. Il testo novellato è il seguente:
La medesima legge ha soppresso gli art 689 e 690.

L'Art. 691 recita 

## Dottrina
La denuncia di danno temuto viene classificata tra le cosiddette azioni di nunciazione: si tratta di 